# الوادي (بني سعد)

تعديل مصدري - تعديل

الوادي هي إحدى قرى عزلة الشويع بمديرية بني سعد التابعة لمحافظة المحويت، بلغ تعداد سكانها 242 نسمة حسب تعداد اليمن لعام 2004.